# Roland Puhr
Roland Puhr (* 21. Januar 1914 in Alt Ehrenberg in Böhmen; † 15. April 1964 in Leipzig) war ein SS-Unterscharführer, der aufgrund seiner Verbrechen im KZ Sachsenhausen zum Tod verurteilt wurde.

## Leben
Roland Puhr war Mitglied der Streitkräfte der Tschechoslowakei sowie seit 1936 Mitglied der Sudetendeutschen Partei. 1938 desertierte er und schloss sich der Wehrmacht an. Dort wurde er bald aufgrund politischer Zuverlässigkeit der SS-Totenkopfstandarte Brandenburg und der Wachmannschaft des KZs Sachsenhausen zugeteilt. Am 5. Mai 1939 beantragte er die Aufnahme in die NSDAP und wurde zum 1. Januar 1940 aufgenommen (Mitgliedsnummer 7.930.279). Persönlich ermordete er dreißig bis vierzig Häftlinge, unter anderem den österreichischen Staatsanwalt Karl Tuppy, der 1934 die gerichtliche Verfolgung von Otto Planetta wegen der Ermordung des österreichischen Bundeskanzlers Engelbert Dollfuß geleitet hatte. Des Weiteren wurden ihm gezielte Tötungen im Zuge der Handlungen der SS-Baubrigade I nahe Düsseldorf angelastet.
Nach Kriegsende gelang es Roland Puhr, mit gefälschten Papieren unterzutauchen. Im Juni 1963 wurde er von ostdeutschen Behörden verhaftet und am 16. Dezember 1963 vom Bezirksgericht Neubrandenburg zum Tode verurteilt. Nach der Ablehnung des Gnadengesuches an den Staatsratsvorsitzenden Walter Ulbricht wurde Roland Puhr am 15. April 1964 durch die „Fallschwertmaschine“ in der Zentralen Hinrichtungsstätte der DDR in der damaligen Strafvollzugsanstalt Leipzig in der Arndtstraße hingerichtet.